# Josef Swickard
Pour les articles homonymes, voir Swickard.
Josef Swickard est un acteur germano-américain né le 26 juin 1866 à Coblence (province de Rhénanie), mort de mort naturelle le 29 février 1940 à Hollywood. L'acteur et réalisateur Charles Swickard est son frère.

## Biographie
Émigré aux États-Unis, Josef Swickard commence sa carrière en 1912, qui s'achève peu avant sa mort en 1939. Entre 1914 et 1917, il tourne avec le réalisateur Mack Sennett puis il joue dans un grand nombre de films, interprétant souvent des rôles d'aristocrates. 
À l'avènement du parlant, sa carrière devient plus limitée : on le retrouve alors dans de nombreux films à petit budget. Il adopte parfois les pseudonymes de Joe Swickard et de Joseph Swickard. En 1939 son ex-femme, l'actrice Margaret Campbell, est assassinée par leur fils.

## Filmographie partielle
- 1913 : Iola's Promise
- 1914 : The Warning Cry
- 1914 : Charlot et le Chronomètre (Twenty Minutes of Love) de Charlie Chaplin
- 1914 : Charlot garçon de café (Caught in a Cabaret) de Mabel Normand
- 1914 : Charlot dentiste (Laughing Gas) de Charlie Chaplin
- 1914 : Charlot garçon de théâtre (The Property Man) de Charlie Chaplin
- 1914 : Charlot artiste peintre (The Face on the Bar Room Floor) de Charlie Chaplin
- 1914 : Le Roman comique de Charlot et Lolotte (Tillie's Punctured Romance) de Mack Sennett : un spectateur au cinéma (non crédité)
- 1914 : The Noise of Bombs
- 1915 : Le Sous-marin pirate (A Submarine Pirate) de Charles Avery et Syd Chaplin  (non crédité)
- 1915 : Mabel épouse Fatty (Mabel, Fatty and the Law) de Roscoe Arbuckle
- 1915 : Amour, Vitesse et Fanfreluches (Love, Speed and Thrills) de Mack Sennett
- 1915 : His Luckless Love
- 1916 : Ambroise millionnaire (A Modern Enoch Arden ) de Clarence G. Badger et  Charles Avery
- 1916 : An Oily Scoundrel
- 1917 : Volonté (American Methods) de Frank Lloyd
- 1917 : Un drame d'amour sous la Révolution (A Tale of Two Cities) de Frank Lloyd
- 1918 : When a Woman Sins de J. Gordon Edwards
- 1919 : Snares of Paris
- 1920 : The Heart Snatcher de Roy Del Ruth
- 1921 : Les Quatre Cavaliers de l'Apocalypse (The Four Horsemen of the Apocalypse) de Rex Ingram
- 1921 : Sérénade de Raoul Walsh
- 1921 : Cheated Hearts de Hobart Henley
- 1921 : L'Enfant du passé (Sowing the Wind) de John M. Stahl
- 1922 : La Tourmente (The Storm) de Reginald Barker
- 1922 : Le Jeune Rajah (The Young Rajah) de Phil Rosen
- 1922 : La Dictatrice (My American Wife) de Sam Wood
- 1922 : The Golden Gift de Maxwell Karger
- 1923 : The Age of Desire de Frank Borzage : Marcio
- 1923 : Daughters of the Rich
- 1923 : L'Éternel Combat (The Eternal Struggle) de Reginald Barker
- 1923 : Bavu de Stuart Paton
- 1924 : Poisoned Paradise de Louis Gasnier
- 1925 : Le Sorcier d'Oz (The Wizard of Oz) de Larry Semon : Kruel, le premier ministre
- 1925 : Mac's Beth
- 1925 : The Keeper of the Bees de James Leo Meehan
- 1926 : Don Juan d'Alan Crosland
- 1926 : The Unknown Cavalier
- 1926 : La Roche qui tue (Desert Gold) de George B. Seitz
- 1926 : Stop, Look and Listen produit et réalisé par Larry Semon
- 1927 : Le Roi des rois (The King of Kings) de Cecil B. DeMille
- 1927  : Il faut que tu m'épouses (Get Your Man) de Dorothy Arzner
- 1927 : Señorita de Clarence G. Badger
- 1927 : Old San Francisco d'Alan Crosland
- 1929 : Le Club des célibataires (The Bachelor's Club) de Noel M. Smith
- 1929 : The Eternal Woman
- 1934 : Cross Streets
- 1935 : Les Croisades (The Crusades) de Cecil B. DeMille
- 1935 : The Lost City (serial)
- 1936 : Custer's Last Stand
- 1937 : The Girl Said No d'Andrew L. Stone
- 1938 : Vous ne l'emporterez pas avec vous (You Can't Take It With You) de Frank Capra
- 1939 : The Pal from Texas
- 1939 : Le Diable de Mexico (Mexicali Rose) de George Sherman